# La main passe (téléfilm, 2012)
Pour les articles homonymes, voir La main passe (homonymie).
Pour plus de détails, voir Fiche technique et Distribution.
La main passe est un téléfilm français réalisé par Thierry Petit, diffusé en 2012.

## Synopsis
Une jeune femme, Emilie Benoît, tue par passion la maîtresse de son amant, Philippe Chevillard. Arnaud Marescot, un avocat cleptomane, est le témoin du meurtre qui a lieu dans le photomaton d'un grand magasin et récupère l'arme du crime, un couteau. Au lieu de dénoncer la jeune fille, il accepte de la couvrir auprès de la police parce qu'il tombe amoureux d'elle. Emilie décide alors de se servir de l'attraction qu'elle exerce sur Arnaud pour se sortir du meurtre de la jeune fille, assassiner son amant avec la complicité de sa femme, et faire accuser Arnaud à sa place. Il est arrêté par la police pour le meurtre de Philippe Chevillard.

## Fiche technique
- Titre original : La main passe
- Réalisation : Thierry Petit
- Scénario : Antoine Lacomblez d'après Boileau-Narcejac
- Musique : Frédéric Viger
- Société de production :
- Pays d'origine : France
- Langue : français
- Format : Couleur - Stéréo
- Genre : drame
- Durée : 93 minutes
- Date de sortie : 2012

## Distribution
- Bruno Todeschini : Arnaud Marescot
- Fanny Valette : Émilie
- Marie-Christine Barrault
- Serge Riaboukine : Philippe Chevillon
- Anne Azoulay
- Natalia Dontcheva
- Antoine Gouy
- Cédric Monnet : le journaliste